# Azul Claro Numazu
Azul Claro Numazu (アスルクラロ沼津 Asuru Kuraro Numazu) là một câu lạc bộ bóng đá chuyên nghiệp Nhật Bản có trụ sở tại Numazu, Shizuoka. Đội bóng thi đấu tại J3 League từ năm 2017.

## Thành tích
| Vô địch | Á quân | Hạng ba | Thăng hạng | Xuống hạng |

| Liên đoàn | Liên đoàn                                | Liên đoàn | Liên đoàn | Liên đoàn | Liên đoàn | Liên đoàn | Liên đoàn | Liên đoàn | Liên đoàn | Liên đoàn | Liên đoàn | Liên đoàn  | Cúp Hoàng đế       |
| Mùa giải  | Giải                                     | Hạng đấu  | Vị trí    | GP        | W         | L         | D         | F         | A         | GD        | Pts       | Khán giả/G | Cúp Hoàng đế       |
| --------- | ---------------------------------------- | --------- | --------- | --------- | --------- | --------- | --------- | --------- | --------- | --------- | --------- | ---------- | ------------------ |
| 2004      | Shizuoka Prefectural League (Division 2) | 8         | 4         |           |           |           |           |           |           |           |           |            |                    |
| 2005      | Shizuoka Prefectural League (Division 2) | 8         | 1         |           |           |           |           |           |           |           |           |            |                    |
| 2006      | Shizuoka Prefectural League (Division 1) | 7         | 9         |           |           |           |           |           |           |           |           |            |                    |
| 2007      | Shizuoka Prefectural League (Division 1) | 7         | 11        |           |           |           |           |           |           |           |           |            |                    |
| 2008      | Shizuoka Prefectural League (Division 1) | 7         | 8         | 11        | 2         | 4         | 5         | 20        | 27        | -7        | 10        |            |                    |
| 2009      | Shizuoka Prefectural League (Division 1) | 7         | 2         | 11        | 6         | 2         | 3         | 32        | 30        | 2         | 20        |            |                    |
| 2010      | Shizuoka Prefectural League (Division 1) | 7         | 3         | 11        | 6         | 3         | 2         | 27        | 18        | 9         | 21        |            |                    |
| 2011      | Shizuoka Prefectural League (Division 1) | 7         | 2         | 11        | 9         | 0         | 2         | 50        | 23        | 27        | 27        |            |                    |
| 2012      | Tokai Football League (Division 2)       | 6         | 2         | 14        | 8         | 2         | 4         | 22        | 15        | 7         | 26        |            |                    |
| 2013      | Tokai Football League (Division 1)       | 5         | 4         | 14        | 8         | 1         | 5         | 20        | 21        | –1        | 25        |            |                    |
| 2014      | JFL                                      | 4         | 8         | 26        | 8         | 8         | 10        | 26        | 35        | –9        | 32        | 1,777      |                    |
| 2015      | JFL                                      | 4         | 5         | 30        | 16        | 6         | 8         | 36        | 28        | 8         | 54        | 2,198      |                    |
| 2016      | JFL                                      | 4         | 3         | 30        | 18        | 5         | 7         | 47        | 24        | 23        | 59        | 2,332      |                    |
| 2017      | J3                                       | 3         | 3         | 32        | 16        | 11        | 5         | 60        | 27        | 33        | 59        | 3,029      | Vòng 3             |
| 2018      | J3                                       | 3         | 4         | 32        | 14        | 10        | 8         | 40        | 29        | 11        | 52        | 2,857      |                    |
| 2019      | J3                                       | 3         | 12        | 34        | 11        | 6         | 17        | 35        | 43        | –8        | 39        | 2,470      |                    |
| 2020 †    | J3                                       | 3         | 12        | 34        | 12        | 5         | 17        | 36        | 40        | –4        | 41        | 925        | Không đủ điều kiện |
| 2021 †    | J3                                       | 3         | 14        | 28        | 7         | 6         | 15        | 32        | 44        | –12       | 27        | 1,482      | Không đủ điều kiện |
| 2022      | J3                                       | 3         | TBA       | 34        |           |           |           |           |           |           |           |            |                    |

Chú thích
- GP = Số trận đã chơi; W = Số trận thắng; D = Số trận hòa; L = Số trận thua; F = Số bàn thắng; A = Số bàn thua; GD = Hiệu số bàn thắng; Pts = Số điểm
- Khán giả/G = Tỷ lệ trung bình khán giả tham dự sân nhà trong trận đấu thuộc liên đoàn
- † Số trận đấu thuộc các mùa giải 2020 & 2021 bị giảm do COVID-19
- Nguồn:[5]

## Đội hình
Tính đến 13 tháng 7 năm 2022.
Ghi chú: Quốc kỳ chỉ đội tuyển quốc gia được xác định rõ trong điều lệ tư cách FIFA. Các cầu thủ có thể giữ hơn một quốc tịch ngoài FIFA.
| Số | VT | Quốc gia | Cầu thủ             |
| -- | -- | -------- | ------------------- |
| 1  | TM | Nhật Bản | Masataka Nomura     |
| 2  | HV | Nhật Bản | Tomoki Fujisaki     |
| 3  | HV | Nhật Bản | Tatsuya Anzai       |
| 4  | HV | Nhật Bản | Akira Osako         |
| 6  | TV | Nhật Bản | Ryoma Kita          |
| 7  | TV | Nhật Bản | Kosei Uryu          |
| 8  | TV | Nhật Bản | Kenshiro Suzuki     |
| 11 | TV | Nhật Bản | Kazuki Someya       |
| 13 | HV | Nhật Bản | Yuya Tsukagi        |
| 14 | TV | Nhật Bản | Kotaro Tokunaga     |
| 15 | TV | Nhật Bản | Takuya Sugai        |
| 17 | TĐ | Nhật Bản | Noah Kenshin Browne |
| 19 | HV | Nhật Bản | Tomoyuki Maekawa    |
| 20 | TV | Nhật Bản | Naoki Sato          |
| 22 | HV | Nhật Bản | Terukazu Shinozaki  |

| Số | VT | Quốc gia | Cầu thủ                                |
| -- | -- | -------- | -------------------------------------- |
| 25 | TV | Nhật Bản | Teruyoshi Ito                          |
| 27 | TĐ | Malaysia | Hadi Fayyadh (mượn từ Fagiano Okayama) |
| 28 | HV | Nhật Bản | Koki Inoue                             |
| 29 | TĐ | Nhật Bản | Taiga Sugimoto                         |
| 30 | TM | Nhật Bản | Daiki Mitsui (mượn từ Nagoya Grampus)  |
| 31 | TV | Nhật Bản | Haruki Toyama                          |
| 33 | TV | Nhật Bản | Junya Takahashi                        |
| 37 | TV | Việt Nam | Bùi Ngọc Long (mượn từ Sài Gòn FC)     |
| 38 | HV | Nhật Bản | Takumi Hama                            |
| 45 | TM | Nhật Bản | Hiromu Musha                           |
| 46 | TV | Nhật Bản | Keigo Iwasaki                          |
| 47 | TĐ | Việt Nam | Nguyễn Văn Sơn (mượn từ Sài Gòn FC)    |
| 48 | TĐ | Việt Nam | Nguyễn Gia Huy (mượn từ Tiền Giang FC) |
| —  | TĐ | Việt Nam | Nguyễn Ngọc Hậu (mượn từ Sài Gòn FC)   |

## Trang phục thi đấu
| Sân nhà | Sân nhà | Sân nhà | Sân nhà | Sân nhà |
| ------- | ------- | ------- | ------- | ------- |
| 2017    | 2018    | 2019    | 2020    | 2021    |
| 2022 -  |         |         |         |         |
|         |         |         |         |         |

| Sân khách | Sân khách | Sân khách | Sân khách | Sân khách |
| --------- | --------- | --------- | --------- | --------- |
| 2017      | 2018      | 2019      | 2020      | 2021      |
| 2022 -    |           |           |           |           |
|           |           |           |           |           |

| Khác                  | Khác                                       |
| --------------------- | ------------------------------------------ |
| 2021 · Kỷ niệm 30 năm | 2022 · Phiên bản · Love Live! · Sunshine!! |
|                       |                                            |